# میکروسکوپ رزونانس پلاسمون سطحی
میکروسکوپ رزونانس پلاسمون سطحی (SPRM)، که همچنین به عنوان تصویربرداری رزونانس پلاسمون سطح (SPRI) نامیده می‌شود، یک ابزار تجزیه فری لیبل است که ترکیبی از تشدید پلاسمون سطحی فلزی با تصویربرداری از سطح فلزی است. ناهمگونی از ضریب شکست سطح فلزی تصاویر با کنتراست بالا را به وجود می‌آورد، که ناشی از تغییر در زاویه رزونانس است. SPRM می‌تواند به حساسیت به ضخامت چند دهم نانومتر برسد و وضوح جانبی مقادیر میکرومتر را بدست می‌آورد. SPRM برای توصیف سطحی مانند تک لایه‌های خودآرا، فیلم‌های چند لایه، نانوذرات فلزی، آرایه‌های الیگونوکلئوتید و واکنش‌های اتصال و کاهش استفاده می‌شود. پلاسمون پلاریتون‌های سطحی امواج الکترومغناطیسی سطحی هستند که همراه با الکترونهای نوسان آزاد یک سطح فلزی در امتداد یک رابط فلز / دی الکتریک پخش می‌شوند. از آنجا که پولاریتون نسبت به تغییرات کوچک در ضریب شکست مواد فلزی بسیار حساس است، می‌تواند به عنوان ابزاری برای کاهش حساسیت مورد استفاده قرار گیرد که نیازی به لیبل زدن ندارد. اندازه‌گیری SPRM را می‌توان به صورت ریل تایم انجام داد. وانگ و همکارانش سینتیک اتصال پروتئینهای غشایی را در سلولهای یک مطالعه کردند. اندازه‌گیری زمان واقعی هیبریداسیون dna با خواص تصویربرداری بهبود یافته نیز نشان داده شده‌است.

## تاریخ
مفهوم SPR کلاسیک از سال ۱۹۶۸ بوده‌است اما تکنیک تصویربرداری SPR در سال ۱۹۸۸ توسط روتنهاوزلر و نول معرفی شده‌است.  گرفتن تصویر با وضوح بالا از نمونه‌های کنتراست کم برای تکنیک‌های اندازه‌گیری نوری تا زمان معرفی تکنیک SPRM که در سال ۱۹۸۸ به وجود آمد، یک کار تقریباً غیرممکن بود. در تکنیک SPRM، از امواج سطح پلاریمون (PSP) پلاسمون برای روشنایی استفاده می‌شود.